# Lorenzo Zaragoza

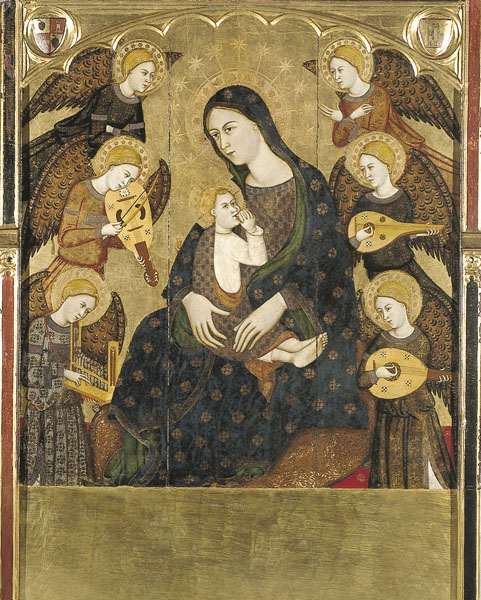
Virgen de la leche, dorado con pan de oro y temple sobre hoja metálica y tabla, 186,7 x 148,4, Barcelona, Museu Nacional d'Art de Catalunya.

Lorenzo Zaragoza, en catalán Llorenç Saragossà (fl. 1363-1406), fue un pintor gótico internacional, introductor del estilo en la Corona de Aragón donde gozó de muy considerable prestigio.

## Biografía
Natural de Cariñena (Zaragoza), se le documenta en 1363 en Valencia. Inmediatamente pasó a Barcelona donde consta que en 1366 trabajaba por encargo de la reina Leonor de Sicilia en algunas pinturas destinadas al convento de clarisas de Teruel. Un año después, en 1367, lo hacía al servicio del rey Pedro IV, quien lo tuvo por el mejor pintor de la ciudad. Su presencia documentada en Barcelona alcanza al año 1374, cuando debió de marchar a Valencia, donde se le documenta en 1377 y hasta 1407.
Se ha considerado suyo el retablo de Jérica (Castellón), datado en 1394-1395, en el que aparecería por primera vez un modelo iconográfico muy repetido posteriormente por otros pintores: la Virgen con ángeles músicos o "concierto angélico", aunque últimamente se asigna este retablo a Jaume Mateu. A ese mismo modelo iconográfico pertenece la Virgen de la leche que se le atribuye en el Museu Nacional d'Art de Catalunya. También se le asignan, en el Museo de Bellas Artes de Valencia, cuatro pequeñas tablas con escenas de la vida de san Lucas procedentes del retablo que el gremio de pintores y carpinteros de Valencia tenía en la iglesia de San Juan del Mercado, entre ellas la que representa a la Virgen haciendo entrega al evangelista de su propia vera efigie o verdadero icono en tabla.